# MiG-3
Mikojan-Gurevič MiG-3 (rusky Микоян и Гуревич МиГ-3) byl sovětský jednomotorový jednomístný dolnoplošný stíhací letoun nasazený během druhé světové války. Byl přímým pokračovatelem typu MiG-1. Letoun měl špatné vlastnosti při bojích v nižších a středních letových hladinách, ale byl vynikající ve velkých výškách. Proto byl využíván k taktickému vzdušnému průzkumu a jako výškový stíhací letoun u protivzdušné obrany.

## Vývoj

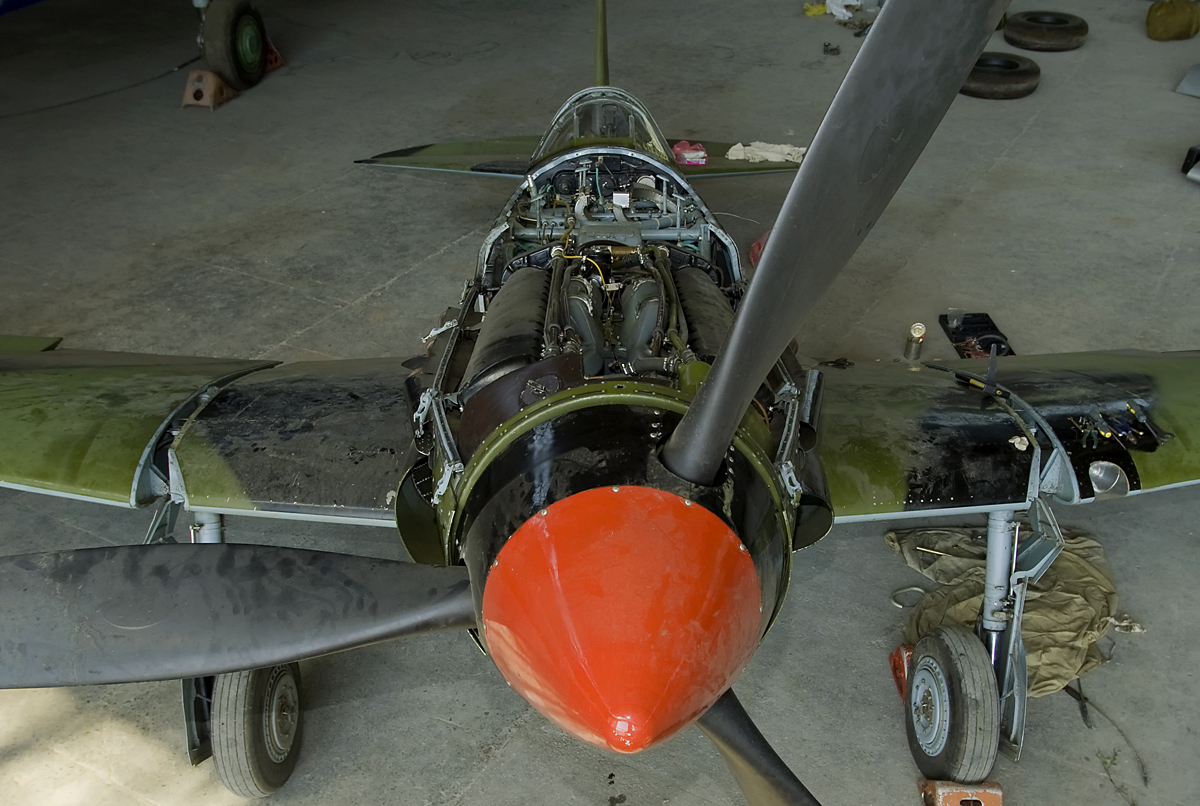
MiG-3

Od 101. draku letounu MiG-1 došlo u nového typu přeznačeného na MiG-3 k několika změnám. Do strany se otevírající kryt kabiny byl nahrazen dozadu odsouvatelným krytem, zvýšil se objem již samosvorných nádrží paliva, došlo k úpravám nosné plochy zvětšením úhlu vzepětí vnějších částí, letadlo bylo osazeno novým typem vrtule VIŠ-61Š a většími pneumatikami 650 x 200 mm. Do výbavy přibyl rádiový vysílač RSI-3, přesnější zaměřovač PBP-1A a sedadlo pilota bylo pancéřované. Zanedbalo se ale prodloužení zadní části trupu s ocasními plochami ležícími příliš blízko ke křídlu, což nezajišťovalo dostatečnou podélnou stabilitu.
V červenci 1941 byl do draku MiGu-3 instalován motor AM-38 vyvinutý z AM-35A a na počátku srpna jako MiG-3 AM-38 zalétán J. K. Stankevičem. Pro zlepšení chlazení motoru však nebyly provedeny žádné úpravy, motor se proto přehříval jak na zemi, tak ve vzduchu. Přestože byla nová adaptace doporučena do sériové výroby, na přímou intervenci Stalina nebyla realizována. Motory AM-38 dostaly prioritu pro bitevníky Il-2. Opravárenské dílny na frontě však namontovaly poškozené a následně opravené a přezkoušené AM-38 do osmnácti MiGů-3. Několik z nich bylo přezbrojeno na dva 20mm kanóny.
Dne 2. ledna roku 1942 zalétal zkušební pilot Golofastov další verzi se změněnou pohonnou jednotkou. Namísto vidlicového dvanáctiválce AM-35A byl zabudován dvouhvězdicový, vzduchem chlazený čtrnáctiválec Švecov M-82 s dvourychlostním kompresorem o vzletovém výkonu 1250 kW. Prototyp označený MiG-3 M-82, také I-210, měl posílenou výzbroj na tři synchronizované kulomety UBS ráže 12,7 mm.
Montáž velkého hvězdicového motoru na letoun s původní konstrukcí pro řadovou pohonnou jednotku však způsoboval nemalé aerodynamické problémy, zejména v přechodech mezi motorovými kryty a trupem.
Rozšířením přídě draku MiG-3 pro lepší zástavbu hvězdicového motoru AŠ-82N (upravená verze M-82), posunutím pilotní kabiny vzad a naopak mírným přesunem motoru dopředu vznikl nový typ I-211. Hlavňová výzbroj obsahovala dva synchronizované kanóny ŠVAK ráže 20 mm v centroplánu křídla, zvětšen byl i objem palivových nádrží. Po výrobě desetikusové předsériové produkce byl projekt zastaven ve prospěch přednostních dodávek motorů M-82 pro typ La-5.
Jeden stroj MiG-3 byl vybaven motorem Mikulin AM-37, čímž vznikl MiG-7.
Stroje, pro které bylo připraveno označení MiG-9, byly využity na kalininské frontě.
Na potřebu výškového záchytného stíhače, která by dosahovala požadovaných vysokých výkonů v hladině 10 000 m, reagovala konstrukční kancelář Mikojana a Gureviče v roce 1942 prototypem letounu označeného I-230 (také MiG-3U). Stroj vycházel přímo z koncepce MiG-3 včetně motoru AM-35A s využitím stavebních prvků a zkušeností z I-211. V přídi trupu byly uloženy dva kanóny ŠVAK ráže 20 mm a dva kulomety ŠKAS ráže 7,62 mm.
Již při stavbě I-230 se počítalo se zástavbou dvanáctiválcového vidlicového motoru Mikulin AM-39, který však v té době ještě nebyl k dispozici. Situace se změnila uvolněním AM-39 motorářským závodem k praktickému použití, což umožnilo vznik prototypu dalšího výškového stíhacího letounu s označením I-231 (také MiG-3D), zalétaný Jurijem Alexandrovičem Antipovem. Výzbroj byla kvůli motoru zredukována na dva kanóny ŠVAK ráže 20 mm.

## Služba
K bojovým útvarům se MiG-3 dostal na jaře 1941. Problémy s uvedením do bojové činnosti byly u letounu MiG-3 stejné, jako u jeho předchůdce MiG-1. Piloti nebyli řádně vycvičeni k jeho ovládání, letadlo se nehodilo k bojům v nižších letových hladinách, které na východní frontě dominovaly. Proto byly tyto letouny převeleny k jednotkám protivzdušné obrany a k leteckému průzkumu. A právě ve výškách si sovětští piloti velice cenili rychlosti MiG-3. Výroba pokračovala do roku 1942, vyrobeno bylo 3322 kusů. Stroje létaly u protivzdušné obrany až do konce války.

## Specifikace (MiG-3)

MiG-3

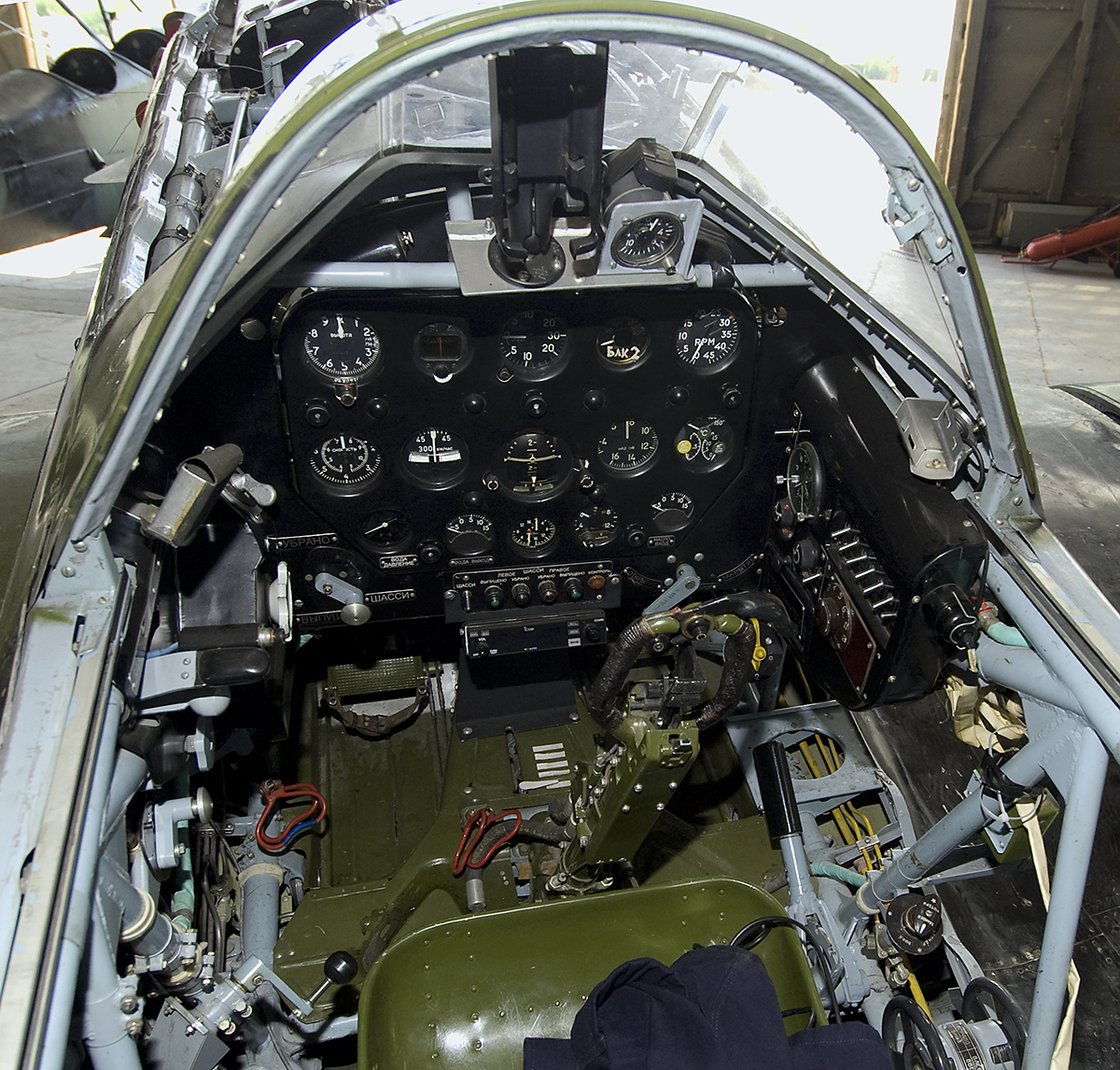
Pilotní prostor MiGu-3

### Technické údaje
- Posádka: 1 (pilot)
- Délka: 8,25 m
- Rozpětí: 10,20 m
- Plocha křídel: 17,44 m²
- Prázdná hmotnost: 2 595 kg
- Vzletová hmotnost : 3 350 kg
- Pohonná jednotka: 1 × dvanáctiválcový vidlicový motor Mikulin AM-35A
- Výkon pohonné jednotky: 1 007 kW

### Výkony
- Maximální rychlost: 640 km/h
- Dolet: 1195 km
- Dostup: 12 000 m

### Výzbroj
- 1× kulomet ráže 12,7 mm
- 2× kulomet ráže 7,62 mm
- Dvě bomby o hmotnosti 100 kg, nebo šest raket ráže 82 mm na závěsnících pod křídlem